# Euglossa decorata
Euglossa decorata is een vliesvleugelig insect uit de familie bijen en hommels (Apidae). De wetenschappelijke naam van de soort is voor het eerst geldig gepubliceerd in 1874 door Smith.
De bij wordt 10-13 millimeter groot. Het mannetje is meestal ietsje groter dan het vrouwtje. Bij de mannetjes komt zowel een donkere als een lichte vorm voor.
De soort komt voor in Brazilië, Peru, Ecuador en Colombia.

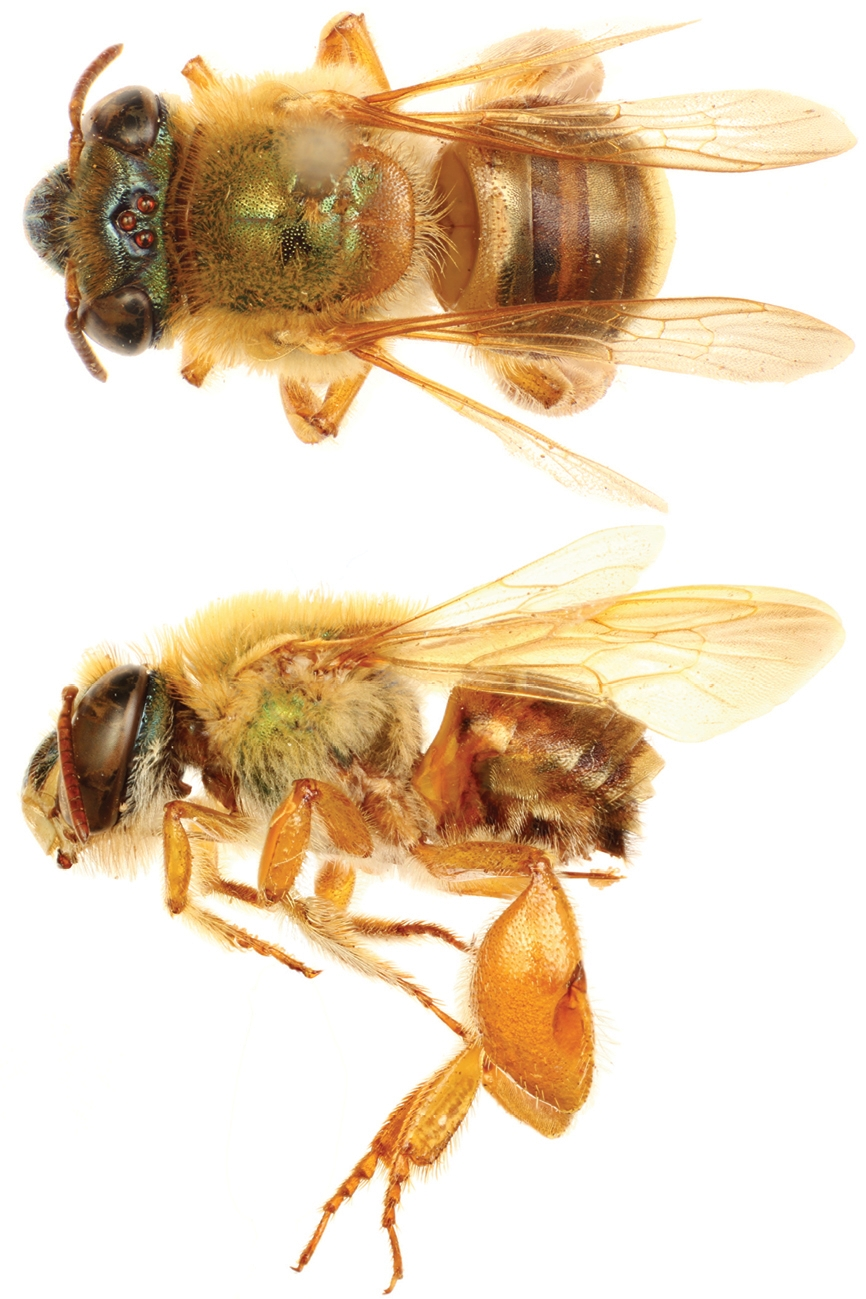
Mannetje, lichte vorm
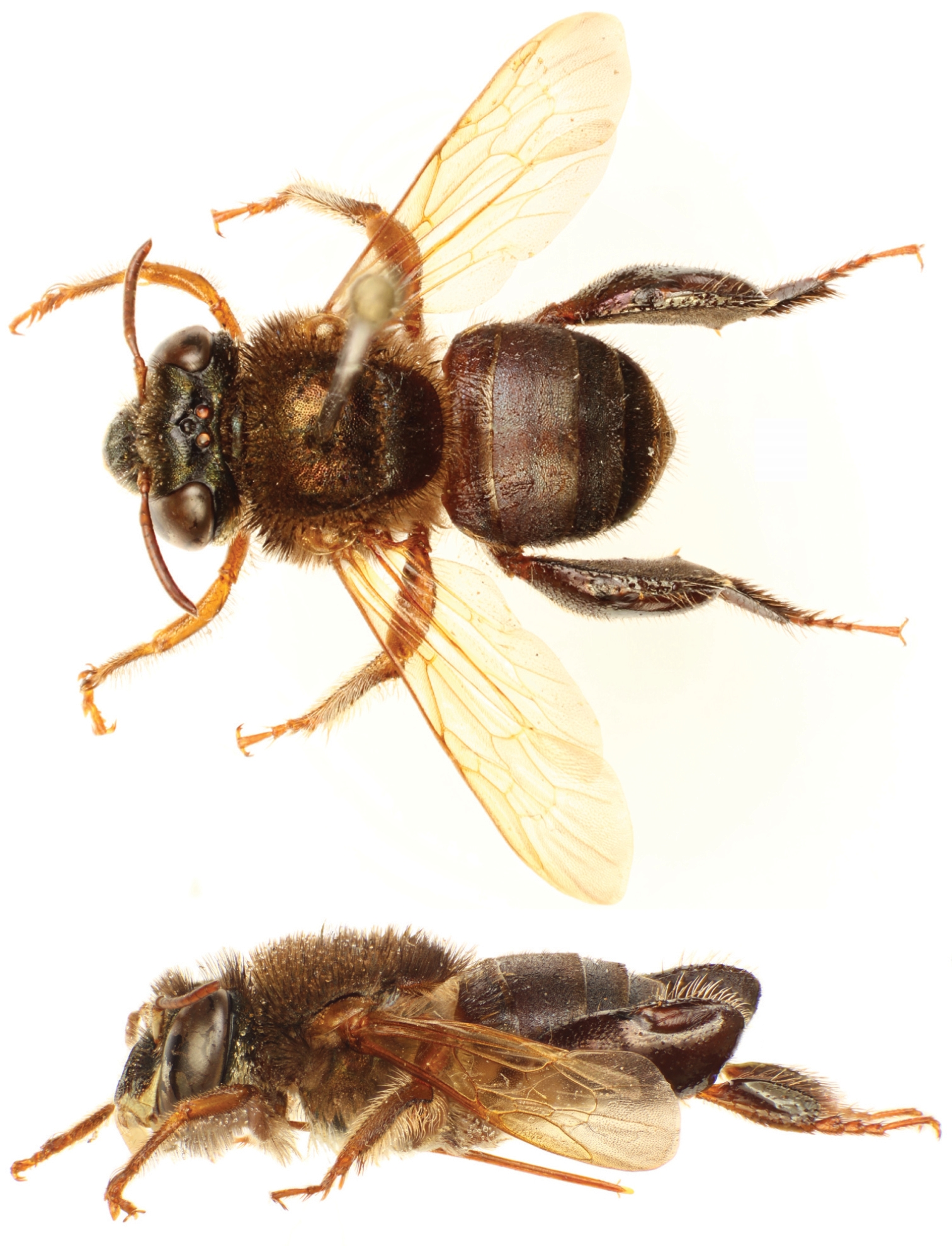
Mannetje, donkere vorm